# Gare de Miranda de Ebro
La gare de Miranda de Ebro est une gare ferroviaire espagnole de la ligne de Madrid à Hendaye. Elle est située sur le territoire de la commune de Miranda de Ebro, dans la province de Burgos en communauté autonome de Castille-et-León.  
Elle est mise en service en 1862. Nœud ferroviaire elle est également une gare de la ligne de Castejón à Bilbao.
Miranda de Ebro est desservie par de nombreux trains grandes lignes et de moyenne distance, mais aussi par des trains de fret via la gare de triage de Miranda de Ebro - Marchandises.

## Situation ferroviaire
Établie à 463 mètres d'altitude, la gare de Miranda est située au point kilométrique (PK) 458,913 de la ligne de Madrid à Hendaye, entre les gares en service de Pancorbo et de Manzanos.
Gare de bifurcation la gare de Miranda de Ebro est également située au PK 145,200 de La ligne de Castejón à Bilbao.

## Histoire
En 1855, le gouvernement central espagnol met en vente aux enchères quelques tronçons de la ligne de Madrid à Hendaye. En 1856, la compagnie financière « Sociedad de Crédito Mobilitario Español » (puis plus tard la Compañía de los Caminos de Hierro del Norte de España) obtient la concession pour la construction de la section entre Burgos et la frontière française en passant par Miranda de Ebro, Vitoria-Gasteiz, Altsasu et Saint-Sébastien. La construction de la ligne commence en mars 1857 à Valladolid, et l'ingénieur français C. A. Letourneur est chargé du chantier correspondant dans la région de Miranda. Malgré les difficultés rencontrées, notamment au détour de Pancorbo ou dans le contournement du Port de la Boussole, pour lesquels les travaux ont continué jusqu'en 1862, la ligne était déjà bien avancée jusqu'à Miranda en 1859. La section entre Miranda de Ebro et Olazti est inaugurée le 13 avril 1862, ainsi que celle reliant Quintanapalla à Miranda de Ebro le 26 juillet de la même année,. La ligne complète entre Madrid et Irun a finalement été inaugurée le 15 août 1864.
Parallèlement, la Compañía del Ferrocarril de Tudela a Bilbao a commencé la construction de sa ligne, motivée par l'intention de ne pas laisser la ville de Bilbao à l'écart de la ligne ferroviaire de Madrid à Hendaye. Les travaux de cette ligne, dirigés par l'ingénieur anglais Charles Vignoles, ont duré de décembre 1857 jusqu'en 1863. Cette compagnie aura exploité seulement cette ligne, jusqu'à 1878, date à laquelle la Compañía de los Caminos de Hierro del Norte de España l'a absorbée.

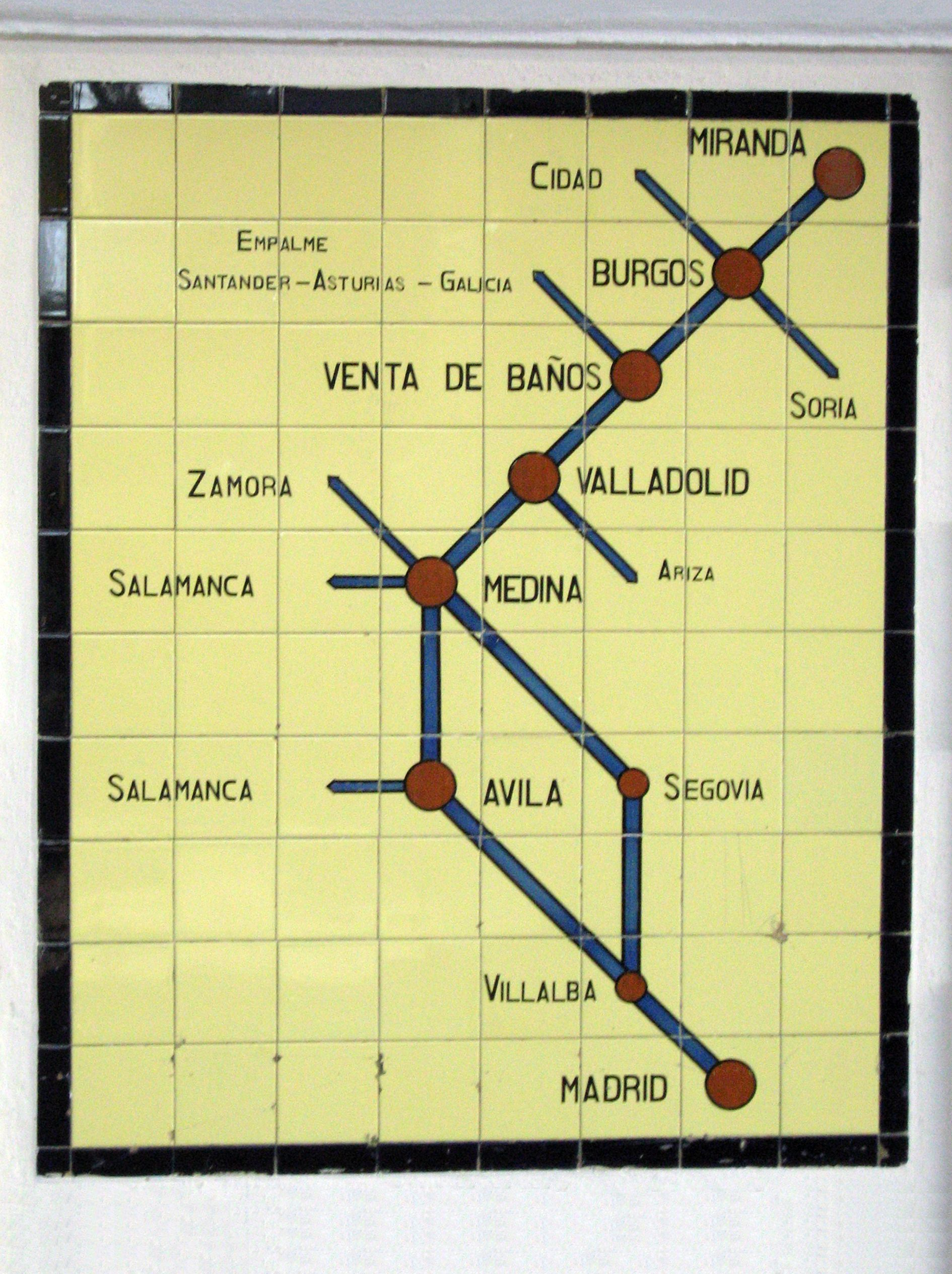
Peinture murale avec un plan partiel du réseau ferroviaire initié au départ de Miranda de Ebro. Y sont représentées quelques lignes postérieurement disparues comme la ligne de Valladolid à Ariza.

Les deux lignes convergèrent donc à Miranda de Ebro, où il fut prévu de construire une gare unique et symbolique. Un premier projet, soumis par Manuel Estibaus en 1861, proposait la construction de deux bâtiments communiquant entre eux par un pas élevé pour donner service par séparé à chaque compagnie. Mais cette idée n'a pas été menée à son terme, les deux compagnies préférant réaliser une gare partagée. Le projet définitif fut rédigé le 23 avril 1862 par Charles Vignoles, juste six jours avant que Letourneur ne présente le projet de la gare de Vitoria-Gasteiz.
La gare de Miranda de Ebro fut un édifice pionnier en Espagne. Le bâtiment destiné aux voyageurs de première classe est particulièrement remarquable et constitue un rare exemple d'architecture victorienne du pays. Il s'agit d'un bâtiment rectangulaire et divisé longitudinalement en deux parties symétriques. À l'exception du vestibule commun, chaque compagnie a eu ses propres installations et les voies de chaque côté du bâtiment correspondaient à l'une ou l'autre des compagnies.
Les marquises sont sans aucun doute la partie la plus remarquable de la gare. Elles sont constituées de deux couvertures de quelque quatre-vingt-dix mètres de longueur soutenues par une armature en fer, fondues dans les ateliers londoniens de Frederick Braby. À l'intérieur du vestibule de la gare se concentre un nombre important de filigranes fer, corbeaux, arcs, etc.
Ces infrastructures ferroviaires ont donné du travail à plus de trois centaines de personnes vers la fin du XIXe siècle, soit exactement la même population que comptait Miranda 150 ans auparavant. Le tracé de la ligne ferroviaire à travers la ville a marqué la dynamique urbanistique impulsée par Federico Keller quarante ans plus tard, en 1903, dans son plan d'aménagement urbain de la ville de Miranda de Ebro. Le complexe ferroviaire de Miranda était un des plus complexes et complets du pays dans cette époque.

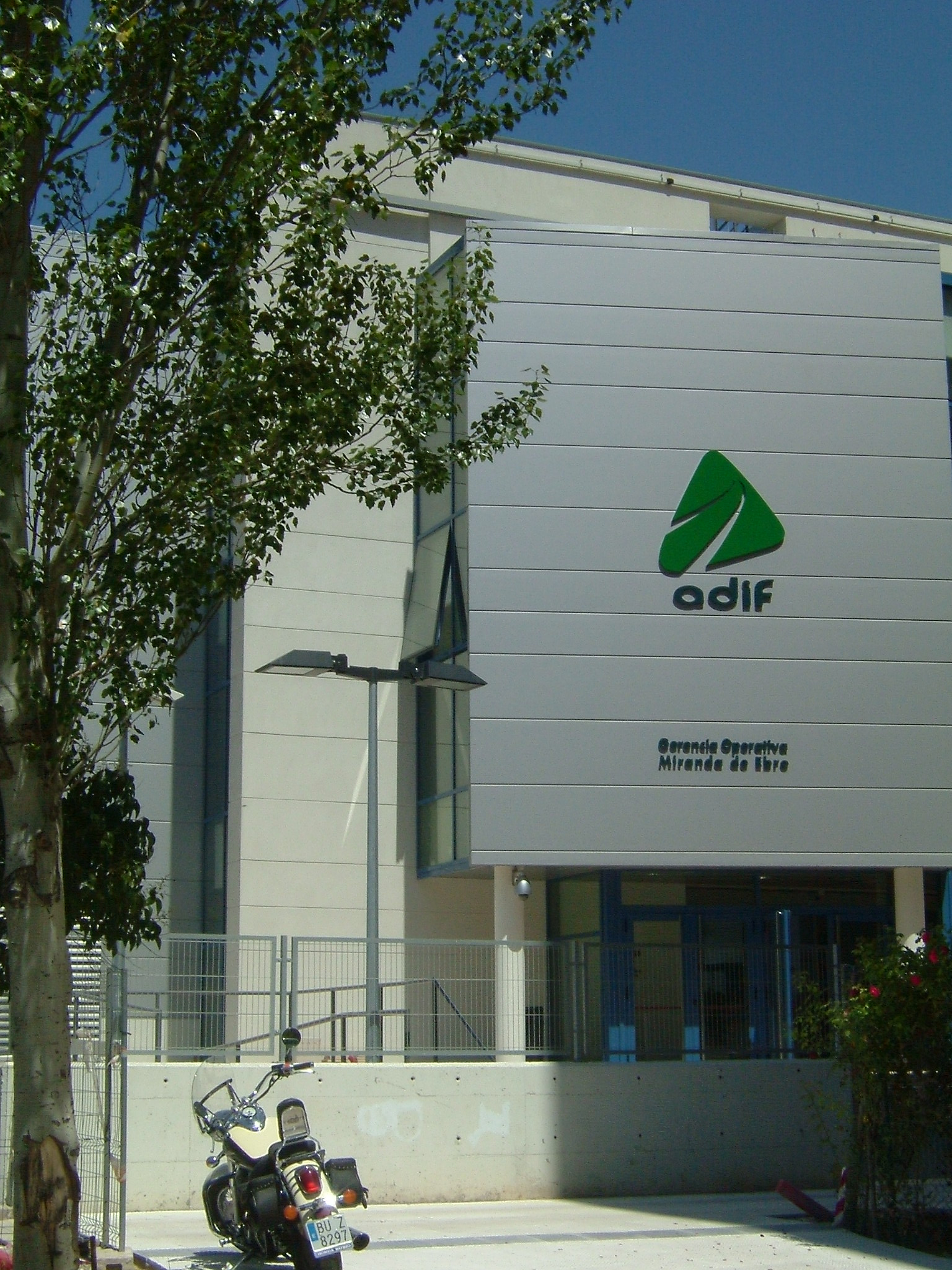
Bureaux opérationnels d'Adif à Miranda de Ebro.

Au cours de la deuxième moitié du XXe siècle, le bâtiment principal de la gare a été agrandi avec la construction d'un nouvel étage et l'intérieur a été rénové. Le 31 janvier 1987, le contournement sous la colline de La Picota a été inauguré, ce qui a entraîné la suppression de la ligne de chemin de fer traversant le centre ville. En 2007, l'ADIF a inauguré un nouveau poste de contrôle dont la fonction est de réguler le trafic ferroviaire du nord du pays.
Outre le transport de voyageurs, la gare de Miranda dispose également d'un important faisceau de voies destiné au trafic de trains de marchandises, ainsi que de divers ateliers appartenant à Renfe Integria et à l'ADIF. Le futur ferroviaire de la région dépend de l'arrivée de la grande vitesse : les nouvelles lignes en provenance de Valladolid et Logroño ainsi que l'Y basque devraient converger à Miranda. Cependant, depuis le mois de décembre 2007, la ville est reliée à de nombreuses capitales de provinces grâce aux services à grande vitesse Alvia.
De plus, le futur terminal logistique du polygone industriel d'Ircio, actuellement en construction, sera équipé pour faciliter le transbordement des marchandises du rail à la route, ce qui favorisera la création de nouveaux emplois. Toutefois, certains syndicats de cheminots s'inquiètent de la perte de services de fret et d'importance de la gare de Miranda.
La construction du nouveau nœud ferroviaire de Miranda de Ebro a été confirmée en 2009. La nouvelle gare, située sur la nouvelle ligne à grande vitesse entre Madrid et la France, devrait revêtir une importance certaine. Miranda de Ebro deviendra alors un point incontournable du réseau ferré pour les relations vers le nord de la péninsule.

## Service des voyageurs

### Desserte
La gare de Miranda de Ebro est dotée de sept voies destinées au transport de voyageurs. Grâce à sa situation stratégique, elle est desservie par de nombreux trains grandes lignes et de moyenne distance (Media Distancia) chaque jour.
Trains Grandes Lignes (Larga Distancia) : la gare de Miranda est desservie par de nombreux services Alvia qui assurent des liaisons radiales, comme entre Madrid-Chamartín et Irun / Bilbao ainsi que transversales avec les Asturies, Barcelone Sants ou encore la Galice. Un aller-retour est également assuré par des trains à plusieurs tranches Intercity entre les Asturies, la Galice et Irun / Bilbao. Les tranches vers Irun et Bilbao sont d'ailleurs séparées en gare de Miranda de Ebro. De plus, le train de nuit Trenhotel « Sud-express » assurait une liaison internationale quotidienne internationale entre le Portugal et la France en correspondance à Hendaye avec des TGV en direction de Bordeaux et Paris. Il a été supprimé en 2020.
Services de moyenne distance (Media Distancia), de nombreux trains de moyenne distance (Media Distancia) desservent chaque jour Miranda de Ebro et la relient aux provinces voisines en desservant d'importantes villes comme Burgos, Madrid, Logroño, Valladolid, Irun ou encore Vitoria-Gasteiz. de nombreux services de moyenne distance s'arrêtent ainsi chaque jour dans cette gare, que ce soient des Media Distancia, Régional Exprés ou Intercity selon les destinations. De plus, en été, durant les mois de juillet et d'août, un « train des plages » supplémentaire baptisé « Playero » relie Miranda de Ebro et Saint-Sébastien.[réf. nécessaire].

## Gare de triage
La gare dispose d'une gare de triage dite Miranda de Ebro - Marchandises, desservie par des trains de fret.